# Barcelona Open 2014
Il Barcelona Open 2014 è stato un torneo di tennis giocato sulla terra rossa. È stata la 62ª edizione del Torneo Godó, parte della categoria ATP World Tour 500 series nell'ambito dell'ATP World Tour 2014. La competizione si è disputata al Real Club de Tenis Barcelona di Barcellona, in Spagna, dal 21 al 27 aprile 2014.

## Partecipanti

### Teste di serie
| Nazionalità | Giocatore             | Ranking* | Testa di serie |
| ----------- | --------------------- | -------- | -------------- |
| Spagna      | Rafael Nadal          | 1        | 1              |
| Spagna      | David Ferrer          | 6        | 2              |
| Italia      | Fabio Fognini         | 13       | 3              |
| Giappone    | Kei Nishikori         | 17       | 4              |
| Spagna      | Tommy Robredo         | 18       | 5              |
| Spagna      | Nicolás Almagro       | 20       | 6              |
| Polonia     | Jerzy Janowicz        | 21       | 7              |
| Ucraina     | Aleksandr Dolhopolov  | 22       | 8              |
| Lettonia    | Ernests Gulbis        | 23       | 9              |
| Germania    | Philipp Kohlschreiber | 25       | 10             |
| Spagna      | Fernando Verdasco     | 26       | 11             |
| Croazia     | Marin Čilić           | 27       | 12             |
| Spagna      | Feliciano López       | 31       | 13             |
| Spagna      | Marcel Granollers     | 32       | 14             |
| Russia      | Dmitrij Tursunov      | 33       | 15             |
| Francia     | Benoît Paire          | 34       | 16             |

* Ranking al 14 aprile 2014.

### Altri partecipanti
I seguenti giocatori hanno ricevuto una wild card per il tabellone principale: 
- Facundo Argüello
- Roberto Carballés Baena
- Iñigo Cervantes
- Daniel Gimeno Traver

I seguenti giocatori sono passati dalle qualificazioni: 

- Andreas Beck
- Marsel İlhan
- Andrej Kuznecov
- Marc López
- Dominic Thiem
- Matteo Viola

## Punti
| Torneo    | V   | F   | SF  | QF | 3T | 2T   | 1T   | Q    | Q2   | Q1   |
| Singolare | 500 | 300 | 180 | 90 | 45 | 20   | 0    | 10   | 4    | 0    |
| Doppio    | 500 | 300 | 180 | 90 | 0  | N.D. | N.D. | N.D. | N.D. | N.D. |

## Montepremi
Il montepremi complessivo è di 2.127.035 €.
| Torneo    | V        | F        | SF      | QF      | 3T      | 2T      | 1T     | Q2     | Q1   |
| Singolare | €422.100 | €192.450 | €89.650 | €42.785 | €20.820 | €11.095 | €6.455 | €1.195 | €620 |
| Doppio    | €131.700 | €59.430  | €28.020 | €13.550 | €6.930  | N.D.    | N.D.   | N.D.   | N.D. |

## Campioni

### Singolare
Kei Nishikori ha sconfitto in finale  Santiago Giraldo per 6-2, 6-2.
- È il quinto titolo in carriera per Nishikori, il secondo del 2014.

### Doppio
Jesse Huta Galung /  Stéphane Robert hanno sconfitto in finale  Daniel Nestor /  Nenad Zimonjić per 6-3, 6-3.